# Mohamad Said Keruak

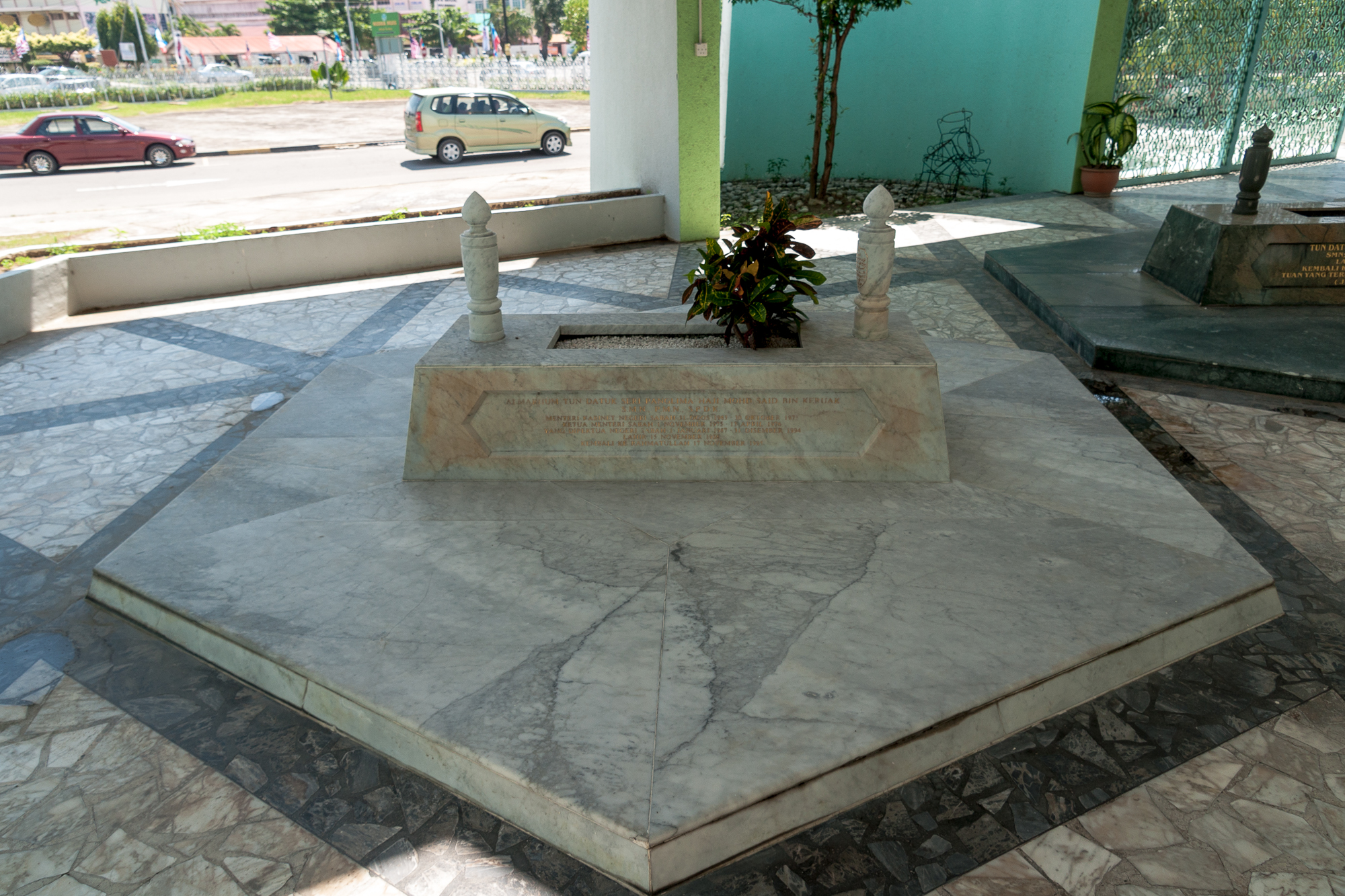
Grab vom Mohamad Said im Sabah State Mausoleum

Tun Datuk Seri Panglima Haji Mohamad Said bin Keruak SMN, PMN, SPDK (* 15. November 1926 in Kampong Pirasan, Kota Belud, Britisch-Nordborneo; † 17. November 1995 in Kota Kinabalu, Sabah), war der vierte Ministerpräsident des Bundesstaates Sabah in Malaysia und Präsident der Partei United Sabah National Organization (USNO). Seine Amtszeit als Ministerpräsident währte von 1967 bis 1975. Von 1987 bis 1994 war er der siebte Yang di-Pertua Negeri Sabah.

## Leben
Keruaks Vater starb bereits 1930, als Mohamad Said kaum vier Jahre alt war. Seine Schulbildung begann er im Alter von sieben Jahren an der Sekolah Rendah Kerajaan Kota Belud, die er 1941 wieder verließ. Durch seine hervorragenden Leistungen in der Schule wurde ihm ein Platz im Kuching Agricultural College (Maktab Pertanian Kucing) in Sarawak angeboten. Der Zweite Weltkrieg und die Japanische Invasion machten jedoch seine Pläne zunichte und zwangen ihn, nach Kota Belud zurückzukehren. Wegen seiner guten Schulbildung und der Fähigkeit, rasch die japanische Sprache zu erlernen, ernannten ihn die Japaner zum Stellvertretenden Schatzmeister der Stadt Jesselton. Nach dem Krieg verschaffte ihm die Britische Militärverwaltung (BMA) eine Bürostelle in der Verwaltung des District Office in Kota Belud, wo er bis zu seiner Kündigung und dem Beginn seiner politischen Karriere im Jahr 1960 arbeitete.
Tun Mohamad Said starb 1995 im Queen Elizabeth Hospital Kota Kinabalu an Nierenversagen. Seine sterblichen Überreste wurden im Staatsmausoleum bei der Sabah State Mosque in Kota Kinabalu beigesetzt.

## Politische Karriere
Seine politische Karriere begann 1961 mit dem Eintritt in die Partei United Sabah National Organisation (USNO). Bei der darauffolgenden Jahreshauptversammlung wurde er in den Obersten Rat der Partei gewählt und danach zum Vizepräsidenten ernannt.
Mohamad Said Keruak übernahm am 1. November 1975 das Amt des Ministerpräsidenten von Sabah von Tun Mustapha. Nach einer kurzen Amtszeit verlor er sein Amt jedoch bereits am 18. April 1976 an Tun Fuad Stephens.
Am 1. Januar 1987 wurde er Yang di-Pertua Negeri Sabah, das zeremonielle Staatsoberhauptes von Sabah. Er behielt dieses Amt bis zum 31. Dezember 1994.